# Menzil, Kahta
Menzil là một xã thuộc huyện Kahta, tỉnh Adıyaman, Thổ Nhĩ Kỳ.